# Русское Адаево
Русское Адаево — деревня в составе  Аксёльского сельского поселения Темниковского района Республики Мордовия.

## География
Находится на расстоянии примерно 14 километров на восток от районного центра города Темников.

## История
Упоминается с 1614 года. В 1869 году она была учтена как казенная и владельческая деревня Краснослободского уезда из 80 дворов.

## Население
Постоянное население составляло 77 человек (русские 97%) в 2002 году, 55 в 2010 году .